# 岐阜県第1区
岐阜県第1区（ぎふけんだい1く）は、日本の衆議院議員総選挙における選挙区。1994年（平成6年）の公職選挙法改正で設置。

## 区域

### 現在の区域
2022年（令和4年）公職選挙法改正以降の区域は以下のとおりである。旧柳津町が3区から1区に編入されたことにより岐阜市の分割は解消され、再び単一自治体で構成される選挙区となった。
- 岐阜市

### 2022年以前の区域
2013年（平成25年）公職選挙法改正から2022年の小選挙区改定までの区域は以下のとおりである。
- 岐阜市（旧柳津町域を除く、平成の大合併前の岐阜市域）
  - 本庁管内
  - 西部・東部・北部・南部東・南部西・日光の各事務所管内

1994年（平成6年）公職選挙法改正から2013年の小選挙区改定までの区域は以下のとおりである。
- 岐阜市

## 歴史
岐阜県南西部、県庁所在地・岐阜市の全域がエリア。中選挙区時代は「旧岐阜1区」にあたるが、自民党が岐阜県議会・岐阜市議会の自民党議員が綿密な後援会組織を築いていたこともあり自民党の勢力が強い地域である。いっぽう都市部で労働組合の活動も盛んであり名古屋圏のベッドタウンという地理的事情から非自民党支持勢力や無党派層も多い地域でもある。
小選挙区導入後初の総選挙となった、1996年の第41回衆議院議員総選挙では、当時自民党では唯一の女性衆議院議員として注目された野田聖子、そして通産省官僚出身で、自民党公認で初当選したものの離党し新生党を経て新進党公認となった松田岩夫、中選挙区時代から社会党から非自民系代議士として旧岐阜1区で当選を重ね、自社連立政権では内閣官房副長官を務めた後旧民主党に転じた渡辺嘉蔵、の3人の前職が対決する激しい選挙戦を繰り広げた。自民党を離党した松田への反発や自民党岐阜県連に大きな影響力を持っている自民党岐阜市連が結束して全面支援したこともあり野田が当選、松田・渡辺は落選した。
松田は1998年第18回参議院議員通常選挙に立候補し当選したため、2000年の第42回衆議院議員総選挙は野田と渡辺の一騎打ちになり、野田が圧勝し落選した渡辺は選挙後政界引退。
2003年の第43回衆議院議員総選挙では、渡辺の後継候補として浅野真が擁立され野田との一騎打ちになったが、野田が勝利した。浅野は民主党比例東海ブロックの落選者の中で惜敗率が2位で繰り上げ当選の可能性はあったが、浅野は選挙後公職選挙法違反で逮捕・起訴され、民主党の比例名簿から削除されており、2004年11月に民主党比例東海ブロック当選者から2人目の辞職者が出た時は惜敗率3位候補が繰り上げ当選となった。
2005年の第44回衆議院議員総選挙では、野田が郵政民営化法案に反対票を投じたことから自民党の公認を得られず、自民党が新たに公認した落下傘候補（選挙当時は「女性刺客」とも呼ばれた）の佐藤ゆかりとの激しい戦いとなり、マドンナ対決とマスメディアに大々的に報道され、大物政治家らが応援に来るなど全国的な注目区となった。選挙は野田が制し5選。小選挙区で負けた佐藤は、重複立候補していた比例東海ブロックでは名簿登載順位が1位と優遇されていたこともあり、復活当選した。なお、民主党は浅野に代えて柴橋正直を擁立したが、マドンナ対決（保守分裂選挙）に埋没した。
選挙当時はこの選挙では、自民党岐阜県連が党本部公認の佐藤を応援せずに対立候補の野田を支援したため、選挙後処分が行われた（「岐阜1区騒動」）。その後、野田が自民党に復党し、佐藤とともにどちらが自民党の公認を得るかが焦点となったが、野田の公認が決定、佐藤は2008年2月に東京5区に転出することが決定した。しかし、佐藤が転出した後、岐阜市所管の市立高校の学校法人への移管計画問題をきっかけに岐阜市議会の自民党会派は分裂し、野田派11人と佐藤派13人の市議達の対立が起こった。8月に行われた野田の事務所開きでも佐藤派の県議市議達は欠席しており、ここでも岐阜1区分裂騒動でのしこりが未だに残っていることを露呈した。（詳細は立命館高校誘致（市岐阜商廃止）問題を参照のこと）
2009年7月21日に衆議院解散後、第45回衆議院議員総選挙では自民党への不信感から岐阜市自民党の白山支部が柴橋の支援に動き、解散していた佐藤の後援会連合会の元役員20人も柴橋支援を決定した。さらに笠原潤一（元参議院議員）の次女多見子（当時岐阜県議会議員）も、自民党と野田への不信から離党届を提出し、県議を辞職、柴橋の支援を表明した。
全国的な民主党への追い風と前回総選挙からの自民党分裂の影響で、柴橋が野田を抑え初当選、岐阜1区で非自民候補が初めて議席を得た。小選挙区で敗れた野田は重複立候補していた比例東海ブロックで復活当選した。また、柴橋の応援に回った笠原も民主党から比例東海ブロックに単独立候補し、名簿登載順位が34位と下位であったが、民主党の大勝を受けて当選した。
2012年の第46回衆議院議員総選挙では、民主党公認を得た柴橋と、民主党を除籍され日本未来の党に移籍した笠原がそれぞれ立候補し分裂したこともあり、野田が小選挙区で勝利。柴橋、笠原はいずれも比例復活できず、議席を失った。翌年柴橋は岐阜市長選挙への挑戦を理由に民主党を離党し国政からも引退。
2014年の第47回衆議院議員総選挙は、野田、柴橋に代わり民主党公認となった吉田里江に加え共産党新人も女性で、女性3候補による三つ巴の選挙戦だったが、野田は大差をつけて快勝している。
2017年の第48回衆議院議員総選挙は、総務大臣に就任した野田、無所属での出馬となった吉田、幸福実現党の女性候補、無所属の男性候補がの4人の闘いであったが、野田はふたたび大勝。
2021年の第49回衆議院議員総選挙は、野田に、立憲民主党の新人の川本に加え、共産党と無所属の新人が挑む構図となり、野田が圧勝した。
2024年の第50回衆議院議員総選挙は、立憲民主党・国民民主党など旧民主党系の候補者が立候補せず野田と共産党新人の一騎打ちの構図となり、野田が圧勝した。

## 小選挙区選出議員
| 選挙名                 | 年                 | 当選者   | 党派       |
| ---------------------- | ------------------ | -------- | ---------- |
| 第41回衆議院議員総選挙 | 1996年（平成8年）  | 野田聖子 | 自由民主党 |
| 第42回衆議院議員総選挙 | 2000年（平成12年） | 野田聖子 | 自由民主党 |
| 第43回衆議院議員総選挙 | 2003年（平成15年） | 野田聖子 | 自由民主党 |
| 第44回衆議院議員総選挙 | 2005年（平成17年） | 野田聖子 | 無所属     |
| 第45回衆議院議員総選挙 | 2009年（平成21年） | 柴橋正直 | 民主党     |
| 第46回衆議院議員総選挙 | 2012年（平成24年） | 野田聖子 | 自由民主党 |
| 第47回衆議院議員総選挙 | 2014年（平成26年） | 野田聖子 | 自由民主党 |
| 第48回衆議院議員総選挙 | 2017年（平成29年） | 野田聖子 | 自由民主党 |
| 第49回衆議院議員総選挙 | 2021年（令和3年）  | 野田聖子 | 自由民主党 |
| 第50回衆議院議員総選挙 | 2024年（令和6年）  | 野田聖子 | 自由民主党 |

## 選挙結果
時の内閣：第1次石破内閣 解散日：2024年10月9日 公示日：2024年10月15日
当日有権者数：33万1965人 最終投票率：48.67%（前回比：3.64%） （全国投票率：53.85%（2.08%））
| 当落 | 候補者名 | 年齢 | 所属党派   | 新旧 | 得票数    | 得票率 | 惜敗率 | 推薦・支持 | 重複 |
| ---- | -------- | ---- | ---------- | ---- | --------- | ------ | ------ | ---------- | ---- |
| 当   | 野田聖子 | 64   | 自由民主党 | 前   | 100,226票 | 67.47% | ――     | 公明党推薦 | ○    |
|      | 山越徹   | 54   | 日本共産党 | 新   | 48,325票  | 32.53% | 48.22% |            |      |

時の内閣：第1次岸田内閣 解散日：2021年10月14日 公示日：2021年10月19日
当日有権者数：32万6022人 最終投票率：52.31%（前回比：1.83%） （全国投票率：55.93%（2.25%））
| 当落 | 候補者名 | 年齢 | 所属党派   | 新旧 | 得票数    | 得票率 | 惜敗率 | 推薦・支持               | 重複 |
| ---- | -------- | ---- | ---------- | ---- | --------- | ------ | ------ | ------------------------ | ---- |
| 当   | 野田聖子 | 61   | 自由民主党 | 前   | 103,805票 | 62.54% | ――     | 公明党推薦               | ○    |
|      | 川本慧佑 | 30   | 立憲民主党 | 新   | 48,629票  | 29.30% | 46.85% | 社会民主党岐阜県連合支持 | ○    |
|      | 山越徹   | 51   | 日本共産党 | 新   | 9,846票   | 5.93%  | 9.49%  |                          |      |
|      | 土田正光 | 77   | 改革未来党 | 新   | 3,698票   | 2.23%  | 3.56%  |                          |      |

時の内閣：第3次安倍第3次改造内閣 解散日：2017年9月28日 公示日：2017年10月10日
当日有権者数：32万8524人 最終投票率：50.48%（前回比：4.44%） （全国投票率：53.68%（1.02%））
| 当落 | 候補者名 | 年齢 | 所属党派   | 新旧 | 得票数    | 得票率 | 惜敗率 | 推薦・支持 | 重複 |
| ---- | -------- | ---- | ---------- | ---- | --------- | ------ | ------ | ---------- | ---- |
| 当   | 野田聖子 | 57   | 自由民主党 | 前   | 103,453票 | 64.51% | ――     | 公明党     | ○    |
|      | 吉田里江 | 51   | 無所属     | 新   | 43,688票  | 27.24% | 42.23% |            | ×    |
|      | 服部泰輔 | 36   | 無所属     | 新   | 8,113票   | 5.06%  | 7.84%  |            | ×    |
|      | 野原典子 | 60   | 幸福実現党 | 新   | 5,124票   | 3.19%  | 4.95%  |            |      |

時の内閣：第2次安倍改造内閣 解散日：2014年11月21日 公示日：2014年12月2日
当日有権者数：32万2480人 最終投票率：46.04%（前回比：11.86%） （全国投票率：52.66%（6.66%））
| 当落 | 候補者名     | 年齢 | 所属党派   | 新旧 | 得票数   | 得票率 | 惜敗率 | 推薦・支持 | 重複 |
| ---- | ------------ | ---- | ---------- | ---- | -------- | ------ | ------ | ---------- | ---- |
| 当   | 野田聖子     | 54   | 自由民主党 | 前   | 82,434票 | 57.45% | ――     | 公明党     | ○    |
|      | 吉田里江     | 49   | 民主党     | 新   | 38,402票 | 26.76% | 46.59% |            | ○    |
|      | 大須賀志津香 | 55   | 日本共産党 | 新   | 22,647票 | 15.78% | 27.47% |            |      |

時の内閣：野田第3次改造内閣 解散日：2012年11月16日 公示日：2012年12月4日
当日有権者数：32万3652人 最終投票率：57.90% （全国投票率：59.32%（9.96%））
| 当落 | 候補者名   | 年齢 | 所属党派     | 新旧 | 得票数   | 得票率 | 惜敗率 | 推薦・支持 | 重複 |
| ---- | ---------- | ---- | ------------ | ---- | -------- | ------ | ------ | ---------- | ---- |
| 当   | 野田聖子   | 52   | 自由民主党   | 前   | 90,164票 | 49.93% | ――     | 公明党     | ○    |
|      | 柴橋正直   | 33   | 民主党       | 前   | 54,254票 | 30.04% | 60.17% |            | ○    |
|      | 笠原多見子 | 47   | 日本未来の党 | 前   | 21,294票 | 11.79% | 23.62% | 新党大地   | ○    |
|      | 鈴木正典   | 49   | 日本共産党   | 新   | 12,687票 | 7.03%  | 14.07% |            |      |
|      | 野原典子   | 56   | 幸福実現党   | 新   | 2,179票  | 1.21%  | 2.42%  |            |      |

時の内閣：麻生内閣 解散日：2009年7月21日 公示日：2009年8月18日
当日有権者数：32万5039人 最終投票率：69.99% （全国投票率：69.28%（1.77%））
| 当落 | 候補者名 | 年齢 | 所属党派   | 新旧 | 得票数    | 得票率 | 惜敗率 | 推薦・支持 | 重複 |
| ---- | -------- | ---- | ---------- | ---- | --------- | ------ | ------ | ---------- | ---- |
| 当   | 柴橋正直 | 30   | 民主党     | 新   | 111,987票 | 50.03% | ――     |            | ○    |
| 比当 | 野田聖子 | 48   | 自由民主党 | 前   | 99,500票  | 44.45% | 88.85% |            | ○    |
|      | 鈴木正典 | 45   | 日本共産党 | 新   | 9,832票   | 4.39%  | 8.78%  |            | ○    |
|      | 小沢和恵 | 25   | 幸福実現党 | 新   | 2,508票   | 1.12%  | 2.24%  |            |      |

時の内閣：第2次小泉改造内閣 解散日：2005年8月8日 公示日：2005年8月30日
当日有権者数：32万5014人 最終投票率：70.45% （全国投票率：67.51%（7.65%））
| 当落 | 候補者名   | 年齢 | 所属党派   | 新旧 | 得票数   | 得票率 | 惜敗率 | 推薦・支持 | 重複 |
| ---- | ---------- | ---- | ---------- | ---- | -------- | ------ | ------ | ---------- | ---- |
| 当   | 野田聖子   | 45   | 無所属     | 前   | 96,985票 | 42.82% | ――     |            | ×    |
| 比当 | 佐藤ゆかり | 44   | 自由民主党 | 新   | 81,189票 | 35.85% | 83.71% |            | ○    |
|      | 柴橋正直   | 26   | 民主党     | 新   | 38,349票 | 16.93% | 39.54% |            | ○    |
|      | 小川理     | 52   | 日本共産党 | 新   | 9,970票  | 4.40%  | 10.28% |            |      |

- 佐藤は第45回は東京5区へ国替え。

時の内閣：第1次小泉第2次改造内閣 解散日：2003年10月10日 公示日：2003年10月28日 最終投票率：56.90% （全国投票率：59.86%（2.63%））
| 当落 | 候補者名 | 年齢 | 所属党派   | 新旧 | 得票数   | 得票率 | 惜敗率 | 推薦・支持 | 重複 |
| ---- | -------- | ---- | ---------- | ---- | -------- | ------ | ------ | ---------- | ---- |
| 当   | 野田聖子 | 43   | 自由民主党 | 前   | 92,717票 | 51.42% | ――     |            | ○    |
|      | 浅野真   | 34   | 民主党     | 新   | 71,649票 | 39.74% | 77.28% |            | ○    |
|      | 木下律子 | 56   | 日本共産党 | 新   | 15,951票 | 8.85%  | 17.20% |            |      |

- 自由党出身の浅野は次期総選挙の公認も得ていたが、選挙違反事件により逮捕・起訴され、公認取り消しと合わせて重複していた比例東海ブロックの民主党比例名簿から抹消された。これにより都築譲が議員辞職した際に、浅野は繰り上げ当選の資格を失っていたため、次順位の田村謙治が繰り上げ当選となっている。

時の内閣：第1次森内閣 解散日：2000年6月2日 公示日：2000年6月13日 （全国投票率：62.49%（2.84%））
| 当落 | 候補者名 | 年齢 | 所属党派   | 新旧 | 得票数    | 得票率 | 惜敗率 | 推薦・支持 | 重複 |
| ---- | -------- | ---- | ---------- | ---- | --------- | ------ | ------ | ---------- | ---- |
| 当   | 野田聖子 | 39   | 自由民主党 | 前   | 100,425票 | 52.35% | ――     |            | ○    |
|      | 渡辺嘉蔵 | 74   | 民主党     | 元   | 56,751票  | 29.58% | 56.51% |            | ○    |
|      | 木下律子 | 53   | 日本共産党 | 新   | 21,523票  | 11.22% | 21.43% |            |      |
|      | 戸田二郎 | 49   | 社会民主党 | 新   | 11,171票  | 5.82%  | 11.12% |            | ○    |
|      | 間宮清介 | 43   | 自由連合   | 新   | 1,975票   | 1.03%  | 1.97%  |            |      |

時の内閣：第1次橋本内閣 解散日：1996年9月27日 公示日：1996年10月8日 （全国投票率：59.65%（8.11%））
| 当落 | 候補者名 | 年齢 | 所属党派   | 新旧 | 得票数   | 得票率 | 惜敗率 | 推薦・支持 | 重複 |
| ---- | -------- | ---- | ---------- | ---- | -------- | ------ | ------ | ---------- | ---- |
| 当   | 野田聖子 | 36   | 自由民主党 | 前   | 70,799票 | 37.10% | ――     |            | ○    |
|      | 松田岩夫 | 59   | 新進党     | 前   | 66,892票 | 35.05% | 94.48% |            |      |
|      | 渡辺嘉蔵 | 70   | 民主党     | 前   | 33,640票 | 17.63% | 47.51% |            | ○    |
|      | 木下律子 | 49   | 日本共産党 | 新   | 19,509票 | 10.22% | 27.56% |            |      |